# Abrunheira
Abrunheira ist eine Ortschaft und eine Gemeinde in der portugiesischen Region Centro.

## Geschichte
Lokale Funde wie Fibeln und Keramikgegenstände belegen die vorgeschichtliche und römische Besiedlung. Die römische Vergangenheit belegen zudem Dokumente eines Grundstücktausches zwischen dem Kloster Seiça und den Kirchenoberen der Igreja de Santa Maria da Alcáçova von 1139, die den lateinischen Namen Rebelles römischen Ursprungs nennen. In den neu geordneten Verwaltungsrechten (Foral) durch König Manuel wurde Anfang des 16. Jh. dann schon der Ort Revelles genannt, mit 150 Einwohnern. Abrunheira selbst wird im Kataster von 1527 erstmals als Brunheiro geführt (siehe auch unter „Name“). Es war Sitz eines eigenen Kreises von 1836 bis 1844 und wurde dann dem Kreis Verride zugeordnet. Der gesamte Kreis kam mit dessen Auflösung 1853 zu Montemor-o-Velho.
Am 8. März 1928 wurde die bis dahin eigenständige Gemeinde Reveles aufgelöst und mit Abrunheira zusammengefasst.

## Name
Die Bezeichnung Abrunheira stammt von Abrunho, dem portugiesischen Namen des Schlehdorns (lat. Prunus spinosa). Durch die Zeiten hat sich der Name stetig verändert, mit den historischen Varianten Brunhedo, Brunhido, Benuinhedo, Bruinheira, Bruinhedo und Brunheiro.

## Verwaltung
Abrunheira ist Sitz einer gleichnamigen Gemeinde (Freguesia) im Landkreis (Concelho) von Montemor-o-Velho, im Distrikt Coimbra. Am 30. Juni 2011 hatte die Gemeinde 636 Einwohner auf einer Fläche von 11,9 km².
Die Gemeinde besteht aus folgenden Ortschaften:
- Abrunheira
- Reveles
- Presalves
- Carril

Im Zuge der kommunalen Neuordnung Portugals nach den Kommunalwahlen am 29. September 2013 wurde die Gemeinde Abrunheira mit den Gemeinden Vila Nova da Barca und Verride zur neuen Gemeinde União das Freguesias de Abrunheira, Verride e Vila Nova da Barca zusammengeschlossen. Sitz der neuen Gemeinde wurde Abrunheira.

## Sehenswürdigkeiten
Zu besichtigen sind die Kirche Capela de Santo António, die Hauptkirche Igreja Matriz, nach ihrer Schutzpatronin auch Igreja da Nossa Senhora da Graça (dt.: Kirche Unserer Lieben Frau der Anmut) und das barocke Herrenhaus Solar dos Ornelas/Nápoles aus dem 17. Jh. Die Kirche und das Herrenhaus stehen unter Denkmalschutz.

## Gemeinwesen

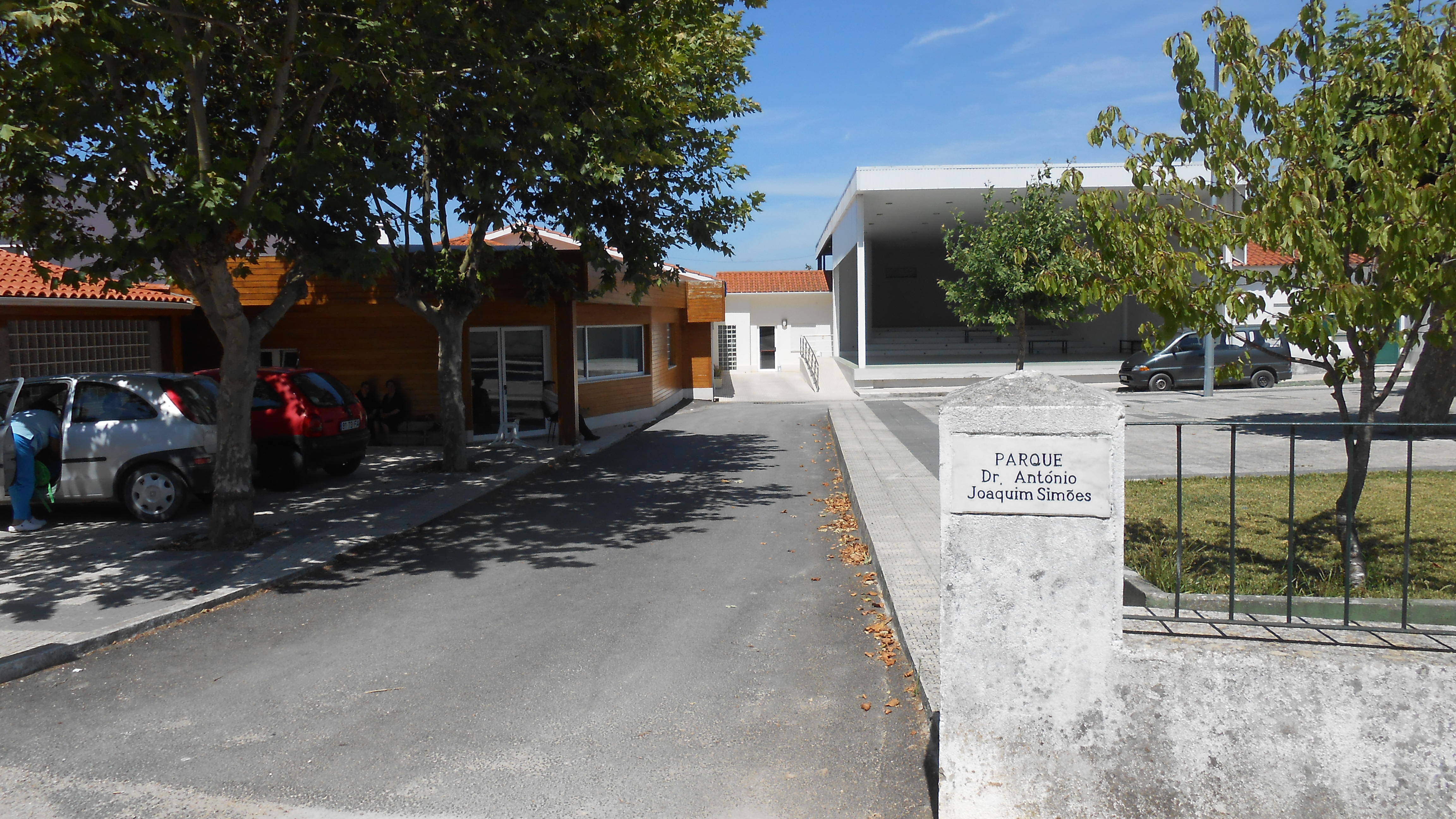
Das Altenpflegeheim und Altenheim

Eine Gesundheitsstation des Kreiskrankenhauses ist hier eingerichtet, mit einer Apotheke in der Nachbarschaft. Es gibt eine Grundschule und eine Vorschule, eine öffentliche Bibliothek in der Casa do Povo, ein Kulturzentrum mit Musikschule in den Räumen der Musikkapelle, und ein Altenheim mit angegliederten Pflegediensten, von der Casa do Povo, in der auch Sporteinrichtungen untergebracht sind. Die Gemeinde unterhält zudem zwei offen zugängliche Ausflugsplätze.

### Vereine
- In Abrunheira existiert die 1881 gegründete Musikkapelle mit angeschlossener Musikschule Filarmónica Instrução e Recreio de Abrunheira. Sie hat wiederholt Gastspiele in Deutschland und vielen anderen Ländern gegeben und 1999 ihre erste CD aufgenommen, der bis 2004 zwei weitere folgten.

- Der Kulturverein Grupo Recreativo Revelense wurde im Mai 1941 in Reveles gegründet und führt neben seinen vielfältigen kulturellen Aktivitäten auch einen öffentlich zugänglichen Internetzugang (NetBar) und bietet Computerlehrgänge an. Seine Sportschützenabteilung nimmt an landesweiten Turnieren teil.

- Im Veranstaltungs- und Versammlungssaal der 1961 gegründeten Casa do Povo de Abrunheira finden Veranstaltungen der Folklore, Musik und andere kulturelle Aktivitäten statt, etwa die jährliche Kunstausstellung „mostr´Arte“ oder die eigene Theatergruppe („Curral da Mula“). Die sozialen Einrichtungen umfassen mobile und eigene stationäre Altenpflege, Kinderbetreuung, Berufsfortbildung und Informationsveranstaltungen zu Themen der Gesundheit, Prävention u. a.

- Der 1984 gegründete lokalen Kulturförderkreis Mensagem ist vielfältig aktiv. So organisiert er eigene Theatervorstellungen, nimmt an Mittelaltermärkten in ganz Portugal teil, und arbeitet in sozialen Dingen eng mit der Caritas zusammen.

- Die Associação Desportiva de Caçadores da Região da Abrunheira („Regionaler Jagd- und Sportverein von Abrunheira“) ist eine Vereinigung von Jagdvereinigungen aus Verride, Ereira und Abrunheira, mit Sitz in Abrunheira, wo sie eigene Einrichtungen u. a. mit Schießplatz führen.

### Feste
Die Festa de Corpo de Deus („Fest des Leib Gottes“) wird jährlich zu variablen Terminen in Abrunheira und Reveles gefeiert.
Am 3. Sonntag im August findet in Abrunheira die Festa de Nossa Senhora da Graça („Fest unserer Lieben Frau der Danksagung“) statt.
Die Festa de Nossa Senhora da Saúde („Fest unserer Lieben Frau der Gesundheit“) hat ihren Termin am 1. Sonntag im August in Reveles.
Dort wird auch am 2. Sonntag des Septembers die Festa de Nossa Senhora do Ó („Fest unserer Lieben Frau von O“) gefeiert.

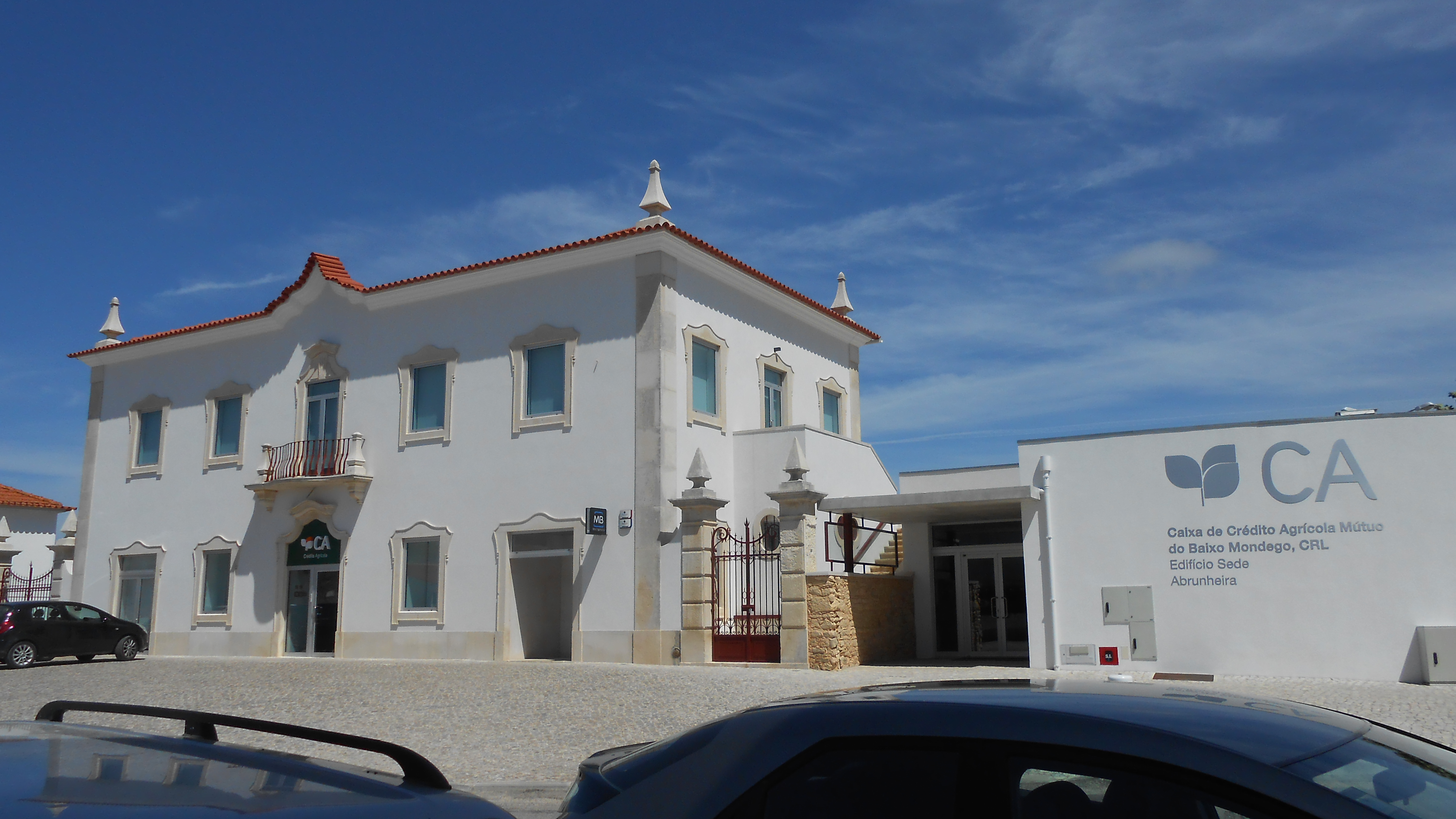
Das denkmalgeschützte Gebäude der Caixa de Crédito Agrícola

## Wirtschaft
Die lokale Genossenschaftsbank Caixa de Crédito Agrícola Mútuo, die Caixa de Crédito Agrícola Mútuo do Baixo Mondego, unterhält hier ihren Hauptsitz, der zugleich der einzige Bankschalter des Kreises außerhalb der Kreisstadt Montemor-o-Velho ist. Daneben existieren kleinere Unternehmen (Gastronomie, Apotheke, Steuerberatung, Bestattungen, Handel).

## Verkehr
Der Bahnhof von Reveles ist ein Haltepunkt des Ramal de Alfarelos, einem Abschnitt der Eisenbahnstrecke, die von Coimbra über Alfarelos nach Figueira da Foz führt.
Über die Kreisstraße ist Abrunheira mit der 10 km entfernten Kreisstadt Montemor-o-Velho und ihrem Anschluss an die A14 angebunden. Nicht weit entfernt sind die Autobahnanschlüsse Marinha das Ondas (A17) und Condeixa-a-Nova (A1).

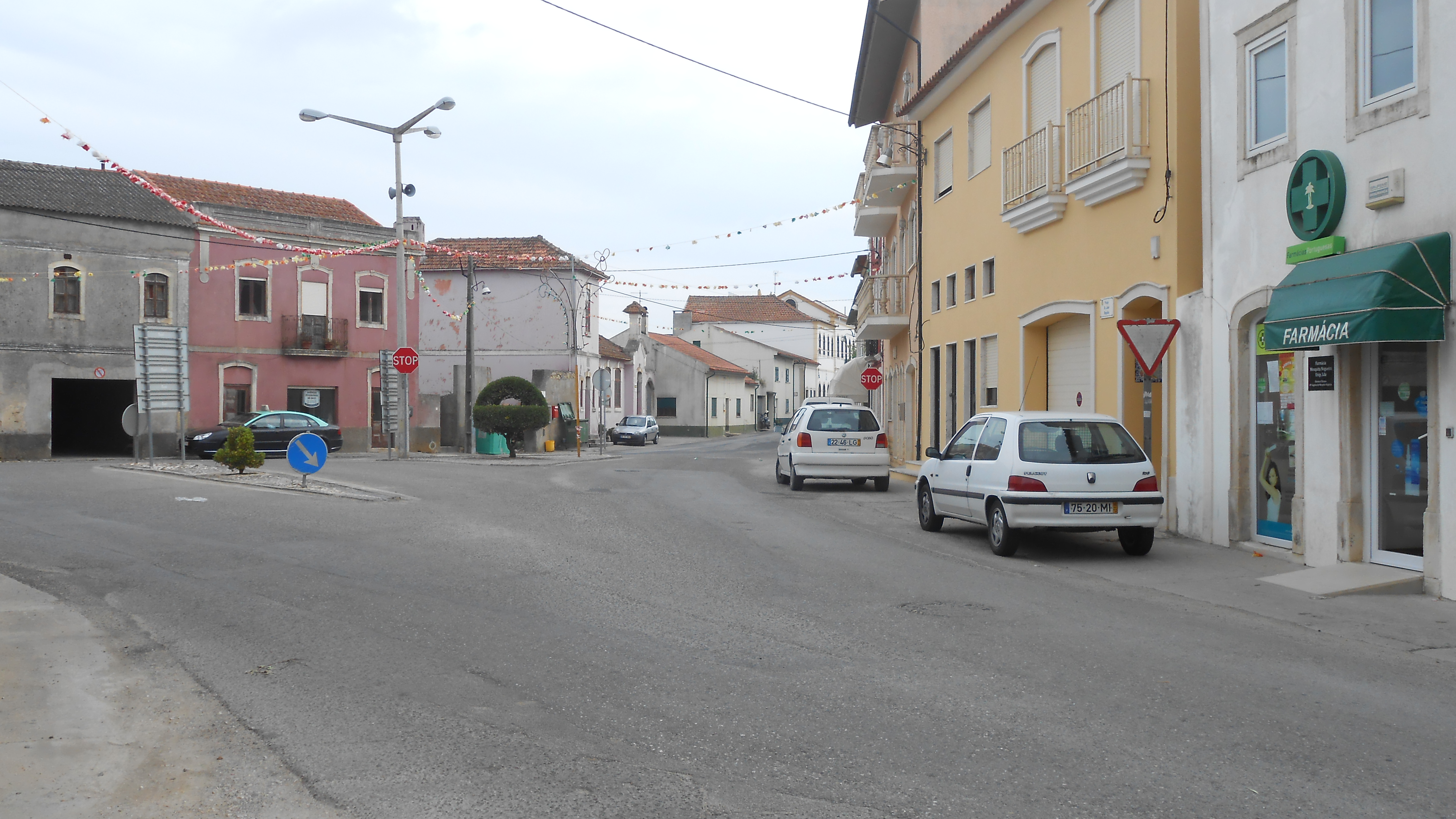
Kreuzung in der Ortsmitte